# 루카 베토리
루카 베토리(이탈리아어: Luca Vettori, 1991년 4월 26일~)는 이탈리아의 전직 배구 선수로 포지션은 아포짓이다. 국제 대회에 이탈리아 대표팀 선수로 뛰었으며 2016년 하계 올림픽에서 은메달을 획득했다.